# Le Cardonnois
 Le Cardonnois  es una población y comuna francesa, en la región de Picardía, departamento de Somme, en el distrito de Montdidier y cantón de Montdidier.

## Demografía
| 51 | 32 | 38 | 37 | 41 | 50 |
| Para los censos de 1962 a 1999 la población legal corresponde a la población sin duplicidades (Fuente: INSEE [Consultar]) |    |    |    |    |    |